# Acaena platyacantha
Acaena platyacantha é uma espécie de rosácea do gênero Acaena, pertencente à família Rosaceae.